# USS Waller (DD-466)
USS Waller (DD-466/DDE-466) là một tàu khu trục lớp Fletcher được Hải quân Hoa Kỳ chế tạo trong Chiến tranh Thế giới thứ hai. Nó là chiếc tàu chiến duy nhất của Hải quân Mỹ được đặt theo tên Thiếu tướng Thủy quân Lục chiến Littleton Waller (1856-1926), người tham gia cuộc Chiến tranh Philippines-Hoa Kỳ. Tham gia suốt Thế Chiến II, con tàu còn tham gia các cuộc Chiến tranh Triều Tiên và Chiến tranh Việt Nam trước khi ngừng hoạt động năm 1969 và bị đánh chìm như một mục tiêu năm 1970. Nó được tặng thưởng tổng cộng 16 Ngôi sao Chiến trận qua ba cuộc chiến tranh.

## Thiết kế và chế tạo
Waller được đặt lườn tại xưởng tàu của hãng Federal Shipbuilding and Dry Dock Company ở Kearny, New Jersey vào ngày 12 tháng 2 năm 1942. Nó được hạ thủy vào ngày 15 tháng 8 năm 1942; được đỡ đầu bởi bà Littleton W. T. Waller, vợ góa Thiếu tướng Waller; và nhập biên chế vào ngày 1 tháng 10 năm 1942 dưới quyền chỉ huy của Hạm trưởng, Thiếu tá Hải quân Lawrence H. Frost.

## Lịch sử hoạt động

### 1942
Trong mùa Thu năm 1942, Waller tiến hành chạy thử máy ngoài khơi Casco Bay, Maine, đôi khi thực hiện những nhiệm vụ hộ tống tại chỗ hỗ trợ huấn luyện tàu ngầm đặt căn cứ tại New London, Connecticut. Vào cuối mùa Thu, nó rời Xưởng hải quân New York, Brooklyn, New York để tham gia Mặt trận Thái Bình Dương, đi ngang qua kênh đào Panama và Trân Châu Cảng.

### 1943
Waller đi đến Efate vào ngày 21 tháng 1 năm 1943, rồi khởi hành sáu ngày sau đó trong thành phần đội tàu khu trục hộ tống cho Lực lượng Đặc nhiệm 18 dưới quyền chỉ huy của Chuẩn đô đốc Robert C. Giffen, đặt cờ hiệu của mình trên chiếc tàu tuần dương hạng nặng USS Wichita. Nhiệm vụ của lực lượng này là gặp gỡ ngoài khơi Guadalcanal cùng một lực lượng vận tải chuyên chở tiếp liệu và binh lính tăng viện cho lực lượng đồn trú trên bộ tại đây nhằm đánh bật quân Nhật ra khỏi hòn đảo then chốt này. Những báo cáo tình báo về việc quân Nhật đang cố gắng thúc đẩy một đợt tăng viện lớn cho lực lượng của họ, sau cùng được xác thực là sai lầm; các diễn biến sau đó cho thấy đối phương đang triệt thoái binh lính khỏi hòn đảo.

#### Trận chiến đảo Rennel

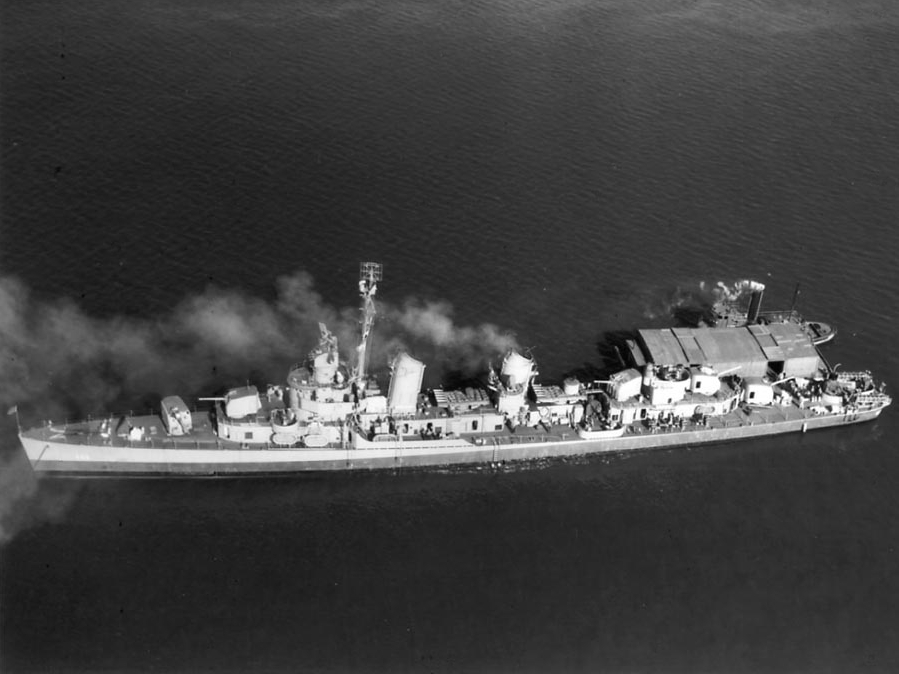
USS Waller, tháng 10 năm 1942.

Vào ngày 29 tháng 1, ở vị trí cách 50 mi (80 km) về phía Bắc đảo Rennell, máy bay ném bom-ngư lôi Nhật Bản Mitsubishi G4M ("Betty") bay đến ở tầm thấp từ phía Đông, ẩn nấp trong thời tiết nhá nhem. Đang trong đội hình bên mạn phải của soái hạm Wichita cùng các tàu tuần dương Chicago (CA-29) và Louisville (CA-28), Waller chịu đựng hỏa lực súng máy của chiếc "Betty" dẫn đầu khi nó bắt đầu tấn công. Các con tàu Mỹ đáp trả bằng hỏa lực phòng không mạnh mẽ nhắm vào hai chiếc dẫn đầu, một chiếc bị bắn rơi và nổ tung trên biển. Đến 19 giờ 31 phút, một đợt tấn công mới bởi những chiếc "Betty" tập trung vào những chiếc tàu tuần dương hạng nặng. Một máy bay đối phương bị bắn rơi ngay phía đuôi của Waller, trước khi một chiếc khác ghi một quả ngư lôi trúng đích vào Chicago lúc 19 giờ 45 phút, khiến chiếc tàu tuần dương bị thủng một lổ lớn phía trước bên mạn phải, và khiến ba trong số bốn trục chân vịt ngừng hoạt động. Một quả ngư lôi thứ hai lại trúng đích, làm ngập nước phòng nồi hơi số hai và phòng động cơ phía trước, khiến Chicago chết đứng giữa biển.
Trận chiến trở nên lắng dịu, cho phép lực lượng Hoa Kỳ nghỉ ngơi. Louisville kéo chiếc tàu tuần dương chị em bị đánh hỏng, và sang sáng sớm ngày 30 tháng 1, Chicago di chuyển về phía Espiritu Santo với vận tốc 4 kn (7,4 km/h). Đến 14 giờ 45 phút, ngay sau khi Louisville chuyển giao nhiệm vụ cứu hộ cho chiếc tàu kéo Navajo (AT-64), một tốp 12 máy bay "Betty" được phát hiện ở phía Nam New Georgia hướng về phía đảo Rennell. Máy bay tiêm kích tuần tra chiến đấu trên không cất cánh từ tàu sân bay USS Enterprise (CV-6) đã bắn rơi ba chiếc trong số chúng, nhưng chín chiếc còn lại tấn công nhắm vào Chicago. Bảy máy bay tấn công đã bị hỏa lực phòng không của lực lượng đặc nhiệm và máy bay Grumman F4F Wildcat của Enterprise bắn rơi; Waller góp công bắn rơi một chiếc Mitsubishi G4M và làm hư hại hai chiếc khác.
Tuy nhiên, Chicago trúng thêm hai quả ngư lôi và bị buộc phải bỏ lại không lâu sau đó, nó đắm với đuôi chìm trước lúc 16 giờ 44 phút. Navajo, Sands (APD-13), Edwards (DD-619) và Waller đã cứu vớt 1.049 người sống sót từ chiếc tàu tuần dương. Trong trận chiến lộn xộn, tàu khu trục La Vallette (DD-448) bị hư hại và được Navajo kéo ra khỏi khu vực. Đang khi rút lui về Espiritu Santo, Waller bắt được tín hiệu sonar một tàu ngầm đối phương, nhưng không thể truy đuổi.
Trận chiến đảo Rennel kết thúc với việc Hoa Kỳ mất một tàu tuần dương, và một tàu khu trục bị hư hại. Tuy nhiên họ thành công trong việc ngăn chặn đòn tấn công vào các tàu vận chuyển ngoài khơi Lunga Point, cho phép tăng viện lực lượng Đồng Minh vào giai đoạn cuối nhằm đánh đuổi quân Nhật khỏi Guadalcanal.

#### Eo biển Blackett
Đến đầu tháng 3, Đại tá Hải quân Arleigh Burke chuyển cờ hiệu Tư lệnh hải đội sang chiếc Waller. Vào ngày 5 tháng 3, nó dẫn trước Conway (DD-507), Montpelier (CL-57), Cleveland (CL-55), Denver (CL-58) và Cony (DD-508) trong một cuộc bắn phá sân bay đối phương tại Vila, trên bờ biển phía Nam của New Georgia. Được phân công bảo vệ các tàu chiến lớn, nó tham gia vô hiệu hóa các khẩu đội pháo phòng thủ duyên hải đối phương vốn đã can thiệp vào các tàu tuần dương khi chúng tiến hành cuộc bắn phá chính.
Tiến vào vịnh Kula sau nữa đêm ngày 5 tháng 3, radar của Waller đã phát hiện hai tàu đối phương, sau này được xác định là các tàu khu trục Murasame và Minegumo, ở lối ra vào phía Đông của eo biển Blackett, đang di chuyển với tốc độ nhanh do rõ ràng không nhận biết sự hiện diện của các tàu chiến Hoa Kỳ. Waller tấn công lúc khoảng 01 giờ 00, phóng một loạt năm quả ngư lôi ở khoảng cách 3,5 nmi (6,5 km), rồi các khẩu pháo của nó khai hỏa một phút sau đó. Hoàn toàn bị bất ngờ, hai tàu khu trục Nhật bắn trả bằng hỏa lực rời rạc và kém chính xác. Sáu phút sau khi trận chiến bắt đầu, Murasame vỡ làm đôi sau một vụ nổ dữ dội, hậu quả của trúng ngư lôi và hải pháo từ Waller và các tàu đồng đội. Minegumo chịu đựng số phận tương tự, biến thành một xác tàu cháy bùng cho dù cố nổi thêm được một ít lâu.
Để lại các con tàu đối phương bị phá hủy, lực lượng Hoa Kỳ chuyển hướng sang phía Tây lúc 01 giờ 14 phút, tiến hành bắn phá Vila theo kế hoạch, dội pháo xuống sân bay đối phương trong 16 phút trước khi ngừng bắn và rút lui, để lại nhiều đám cháy trong đêm tối. Waller được phân công kết liễu Minegumo nhưng đối thủ đã nổ tung và đắm trước khi chiếc tàu khu trục Hoa Kỳ hành động.
Sau Trận chiến eo biển Blackett, Waller tiếp tục hoạt động tại khu vực quần đảo Solomon cho đến hết năm 1943 và sang năm 1944, khi phía Nhật Bản nỗ lực tiếp tế cho lực lượng đồn trú của họ trên các đảo biệt lập như Vella Lavella, Arundel và Kolombangara. Họ sử dụng các tàu khu trục như những tàu vận tải và tiếp liệu, được biết đến như những chuyến "Tốc hành Tokyo". Chúng thường xuyên đụng độ với các tàu tuần dương và tàu khu trục Hoa Kỳ trong những trận chiến ngắn ngủi nhưng khốc liệt.
Phía Hoa Kỳ tiếp tục gây áp lực cho đối phương, thường xuyên bắn phá quấy rối các hòn đảo từ mặt biển và từ trên không. Trong đêm 29-30 tháng 6, Wallercùng bốn tàu tuần dương và ba tàu khu trục khác đã bắn phá đồn điền Vila-Stanmore, Kolombangara và quần đảo Shortland, phần lớn cuộc bắn phá diễn ra trong hoàn cảnh thời tiết xấu vốn hạn chế tầm nhìn, nên khó xác định được tổn thất gây ra cho đối phương.

#### Vịnh Kula
Không lâu sau đó, vào ngày 6 tháng 7 năm 1943, một đội đặc nhiệm bao gồm ba tàu tuần dương và bốn tàu khu trục dưới quyền Chuẩn đô đốc Walden L. Ainsworth đã đụng độ với mười tàu khu trục Nhật Bản vận chuyển binh lính và tiếp tế đến Kolombangara trong Trận chiến vịnh Kula. Trong trận chiến đêm ác liệt, các tàu khu trục Nhật Niizuki và Nagatsuki bị đánh chìm; phía Hoa Kỳ cũng bị tổn thất tàu tuần dương hạng nhẹ Helena (CL-50) khi nó trúng ngư lôi Long Lance tầm xa đặc biệt nguy hiểm.
Trong những nỗ lực nhằm cứu vớt thủy thủ đoàn của Helena, Waller phục vụ trong lực lượng bảo vệ cho các tàu khu trục Woodworth (DD-460) và Gwin (DD-433) tham gia các nỗ lực cứu hộ ban đầu. Waller phát hiện một tàu ngầm qua màn hình radar và nỗ lực truy tìm con tàu đối phương; và sau ba giờ tìm kiếm nó phát hiện tín hiệu của mục tiêu và thả mìn sâu để tấn công. Cho dù không có chứng cứ đã tiêu diệt được mục tiêu, Tư lệnh Đội đặc nhiệm 36.2, Chuẩn đô đốc Aaron S. Merrill đã ghi nhận những công lao của con tàu qua báo cáo tác chiến.

#### Bắn nhầm
Waller tiếp tục hỗ trợ cho các chiến dịch tại quần đảo Solomon khi hộ tống các đoàn tàu chở quân và tiếp liệu. Đang khi hộ tống cho Đội đặc nhiệm 31.2 bao gồm bốn tàu khu trục và bốn tàu vận chuyển cao tốc (APD) hướng đến vịnh Enogai, New Georgia, máy bay trinh sát đã phát hiện một mục tiêu giống như tàu đối phương gần đảo Kolombangara, và đã báo cáo qua vô tuyến. Chiếc tàu khu trục trong thành phần lực lượng bảo vệ đã đổi hướng để đánh chặn, trông thấy ba tàu "đối phương" dọc bờ biển, thực ra là các xuồng phóng lôi PT-157, PT-159 và PT-160 đang hoạt động tuần tra, vô tình trôi dạt lên phía Bắc khu vực được phân công.
Không biết được điều này, Waller khai hỏa nhắm vào "đối phương" ở khoảng cách 20.000 yd (18 km), và các tàu cùng đội báo cáo trông thấy bắn trúng mục tiêu, nhưng may mắn là thực sự không trúng đích. Bị lâm vào một hoàn cảnh hiểm nghèo, những chiếc PT boat phóng hết số ngư lôi họ mang theo vào "đối phương" tấn công trước khi rút lui về phía Nam. Waller và đồng đội cũng may mắn không tiếp tục truy đuổi "đối phương" đang rút chạy nhưng tách ra khỏi trận chiến, quay trở lại bảo vệ những chiếc APD, tin rằng đã bắn trúng một "tàu khu trục Nhật Bản".

#### Vela Lavella
Không có sự cố nhầm lẫn nào khác trong các hoạt động của Waller vào ngày 15 tháng 8, khi hỗ trợ cho các cuộc đổ bộ lên Vella Lavella. Lúc 08 giờ 00, khoảng mười máy bay ném bom bổ nhào Nhật Bản xuất hiện trên màn hình radar ở khoảng cách 38 mi (61 km). Chiếc tàu khu trục cung cấp ô hỏa lực phòng không bảo vệ cho lực lượng đổ bộ, ngăn chặn những kẻ tấn công bên ngoài tầm tấn công, và tự nhận đã bắn rơi hai chiếc Aichi D3A "Val". Cuối ngày hôm đó, nó lại chiến đấu chống lại những máy bay tấn công khi bắt gặp tám máy bay ném bom-ngư lôi trên màn hình radar đang đối đầu trực diện ở tầm thấp. Hỏa lực dàn pháo chính 5-inch điều khiển tập trung đã nhắm vào những máy bay Nakajima B5N "Kate" tấn công, nhưng không bắn rơi được chiếc nào.
Chiều tối ngày 17 tháng 8, do hoạt động cơ động để né tránh một đợt không kích của đối phương, Waller và tàu khu trục Philip (DD-498) đã mắc tai nạn va chạm với nhau. Nó phải rút lui khỏi khu vực chiến sự để sửa chữa, trước khi quay trở lại hoạt động vào đầu tháng 10.

#### Chiến dịch quần đảo Solomon
Trong đêm 1-2 tháng 10, Waller tiến vào vùng biển ngoài khơi Vella Lavella để ngăn chặn những nỗ lực triệt thái binh lính Nhật Bản khỏi hòn đảo. Nó đã phá hủy sáu sà lan đối phương trong đêm thứ nhất và thêm bốn chiếc trong đêm tiếp theo. Tổng cộng 46 tàu bè đối phương đã bị tàu tuần dương, tàu khu trục và PT-boat Hoa Kỳ tiêu diệt trong đợt này. Chiếc tàu khu trục tiếp tục nhiệm vụ hộ tống vận tải và hỗ trợ trong những tháng tiếp theo. Vào ngày 17-18 tháng 11, khi lực lượng Hoa Kỳ tiến quân về hướng đảo Bougainville, Waller hộ tống cho một lượt tàu vận chuyển và tiếp liệu tăng viện. Lực lượng bao gồm sáu tàu khu trục, tám tàu APD, một tàu kéo hạm đội và tám tàu đổ bộ LST, đang băng qua vịnh Nữ hoàng Augusta ngoài khơi bờ biển Bougainville khi 10 máy bay ném bom-ngư lôi Nhật Bản kéo đến nhanh và thấp lúc khoảng 03 giờ 00. Các con tàu nhanh chóng dựng một hàng rào hỏa lực phòng không để ngăn chặn những kẻ tấn công.
Máy bay đối phương thả pháo sáng và phao nổi, chiếu rõ cả một vùng chiến trường; hỏa lực phòng không dày đặc đan chéo bầu trời, và một chiếc "Betty" bị bắn rơi ở phía mũi bên mạn trái tàu khu trục Pringle (DD-477). Một chiếc khác tiếp cận nhanh và thấp lúc 03 giờ 30 phút cũng bị hỏa lực phòng không bắn cháy rơi xuống phía đuôi tàu khu trục Conway, không quả ngư lôi nào chúng phóng ra trúng đích. Tuy nhiên, hai phút sau, một chiếc khác đã phóng ngư lôi đánh trúng tàu vận chuyển cao tốc McKean (APD-5), mà sau đó bị đắm. Khi trận chiến kết thúc, Waller đã vớt tám phi công Nhật Bản bị bắn rơi. Không lâu sau đó, các con tàu rút lui đến ngoài khơi Torokina, Bougainville, trên bờ vịnh Nữ hoàng Augusta, cùng đợt tàu tiếp liệu tăng viện tiếp theo. Vào ngày 23 tháng 11, con tàu đã bắn phá đảo Marine.

### 1944
Waller và các tàu chị em đã bắn phá các vị trí đối phương trên đảo Buka và khu vực vịnh Choiseul vào ngày 1 tháng 2 năm 1944. Lúc 06 giờ 25 phút, các khẩu đội pháo bờ biển đối phương tại Buka đã khai hỏa vào các tàu chiến Hoa Kỳ, và đã lập tức phản pháo vào chúng, làm im tiếng một khẩu pháo đối phương. Sang đêm hôm sau, trong cuộc đổ bộ lên đảo Green, chiếc tàu khu trục đã cùng với Saufley (DD-465), Renshaw (DD-499) và Philip bắn phá trạm radar Nhật Bản tại mũi St. George và các sân bay Borpop và Namatanai. Tuy nhiên, thời tiết bất lợi cản trở tầm nhìn ảnh hưởng đến việc trinh sát pháo binh và không thể đánh giá hiệu quả của đợt bắn phá.

#### Chiến dịch quần đảo Mariana
Sau khi quay trở về quần đảo Hawaii cho một đợt nghỉ ngơi, Waller lại khởi hành từ Trân Châu Cảng để đi Saipan, quần đảo Mariana ngang qua Kwajalein, hộ tống cho Đội đặc nhiệm 51.18, một lực lượng viễn chinh dự bị hỗ trợ cho chiến dịch Mariana, sẵn sàng đổ bộ lên một trong những mục tiêu Saipan, Guam hay Tinian tùy tình hình đòi hỏi. Saipan sau đó được xác định là mục tiêu, và con tàu đã nả pháo lên các vị trí của quân Nhật trên đảo này. Đến chiều tối ngày 18 tháng 6, nó nhận mệnh lệnh hỗ trợ hỏa lực lên hai khu vực nhằm giúp binh lính Thủy quân Lục chiến chống trả đợt tấn công bằng xe tăng của đối phương; nó cùng Pringle tiến vào vịnh Magicienne lúc 17 giờ 55 phút.
Waller tiếp cận gần bờ biển để quan sát rõ hơn nhưng không phát hiện bất kỳ xe tăng nào của Hoa Kỳ hay Nhật Bản. Đến 17 giờ 58 phút, nó tắt động cơ để quan sát rõ hơn, nhưng ba phút sau đó các khẩu pháo đối phương đã nhắm vào hai chiếc tàu khu trục. Cả Waller lẫn Pringle đều phải mở hết tốc độ vọt lên phía trước về hướng Đông để né tránh; đạn pháo đối phương vây quanh hai con tàu nhưng không có phát nào bắn trúng khi họ biến mất trong làn khói và sương mù.
Lực lượng Hoa Kỳ quay trở lại Guam vào mùa Hè 1944, khi Waller tham gia chiến dịch trong vai trò hộ tống cho lực lượng đổ bộ lên hòn đảo. Nó sau đó chuyển sang hỗ trợ hỏa lực và hộ tống ngoài khơi khi đảo Tinian này bị tấn công vào tháng 8. Sau khi kết thúc chiến dịch, con tàu quay trở về vùng bờ Đông để tái trang bị, kéo dài cho đến mùa Thu năm 1944.

#### Chiến dịch Philippines
Waller sau đó gia nhập Đệ Thất hạm đội vào ngày 27 tháng 11 để tham gia các chiến dịch tại quần đảo Philippine. Xế trưa hôm đó, nó được Nhật Bản chào đón bằng một đợt không kích bởi 15 máy bay tự sát. Con tàu đã bắn rơi một máy bay tấn công và trợ giúp vào việc tiêu diệt một chiếc khác. Trong đêm 27-28 tháng 11, nó dẫn đầu bốn chiếc khác thuộc Đội khu trục 43 trong một đợt càn quét ban đêm vào vịnh Ormoc nhằm chuẩn bị cho việc đổ bộ lực lượng Hoa Kỳ tại đây. Lực lượng đã bắn phá các điểm tập trung quân đối phương và càn quét tàu bè ven biển, nả pháo lên bờ trong hơn một giờ trước khi chuyển sang biển Camotes truy lùng tàu bè đối phương.
Sau nữa đêm ngày 28 tháng 11, một máy bay tuần tra Đồng Minh phát hiện một tàu ngầm Nhật Bản, sau này được xác định là chiếc I-46, nổi trên mặt nước về phía Nam đảo Pacijan và đang hướng đến vịnh Ormoc. Đội khu trục 43 đã đổi hướng để đánh chặn, và đến 01 giờ 27 phút, radar của Waller bắt được mục tiêu ngoài khơi bờ biển phía Bắc đảo Ponson. Nó bắn vào chiếc tàu ngầm đối phương bằng mọi cỡ pháo và truyền lệnh chuẩn bị để húc chìm đối phương, nhưng thay đổi mệnh lệnh vào phút chót và tiếp tục bắn pháo vào mục tiêu. Đối phương bắn trả bằng hỏa lực rời rạc và không hiệu quả, và đến 01 giờ 45 phút, I-46 đắm với đuôi chìm trước.
Waller tiếp tục ở lại khu vực vịnh Leyte cho đến ngày 2 tháng 12, sau khi thực hiện một đợt càn quét thứ hai vào biển Camotes trong đêm 29-30 tháng 11 nhằm truy tìm một đoàn tàu vận tải 10 chiếc được báo cáo. Nó không tìm thấy mục tiêu, nhưng cũng đã phát hiện và tiêu diệt sáu sà lan đối phương. Trong một đợt không kích khác của đối phương xuống vịnh Ormoc, nó chịu đựng ba quả bom rơi cách con tàu vài trăm mét. Đến giữa tháng 12, con tàu tham gia cuộc tấn công lên Mindoro như một đơn vị thuộc lực lượng bảo vệ cho các thiết giáp hạm, tàu sân bay hộ tống và tàu tuần dương. Vào ngày 15 tháng 12, lực lượng đã chống trả một đợt tấn công Kamikaze nặng nề trong biển Sulu, nơi chiếc tàu khu trục bắn rơi một kẻ tấn công và trợ giúp tiêu diệt một chiếc khác. Một máy bay ném bom hai động cơ Mitsubishi G4M "Betty" đã dự định tấn công tự sát vào Waller, trước khi bị hỏa lực phòng không dày đặc bắn hạ.

### 1945
Vào đầu tháng 1 năm 1945, Waller chuyển trọng tâm hoạt động sang vịnh Lingayen khi lực lượng Hoa Kỳ đổ bộ lên khu vực này. Nó đã đánh chìm hai xuồng máy chứa chất nổ cảm tử và bắn khoảng 3.000 quả đạn pháo vào cả những mục tiêu trên không và mặt biển. Cho dù không bắn rơi máy bay đối phương nào, nó đã bắn trúng gây hư hại cho nhiều kẻ tấn công. Sang tháng 2 và tháng 3, nó hộ tống các đoàn tàu vận tải vận chuyển lực lượng và tiếp liệu. Trong cuộc đổ bộ lên Basilan, chiếc tàu khu trục đã phục vụ như soái hạm cho đội đặc nhiệm, rồi nhận nhiệm vụ bắn hỏa lực hỗ trợ tại Tawi Tawi và Jolo thuộc quần đảo Sulu trong tháng 4.
Waller tiếp tục tham gia chiến dịch tấn công phối hợp của lực lượng Hoa Kỳ và Australia lên Borneo từ tháng 5 đến tháng 7. Nó hộ tống các đoàn tàu vận tải đi đến đảo Tarakan, vịnh Brunei và Balikpapan, cũng như hỗ trợ các hoạt động quét mìn tại khu vực Miri về phía Tây vịnh Brunei. Nó gia nhập Đệ Tam hạm đội vào đầu tháng 8 nhằm chuẩn bị cho Chiến dịch Downfall, kế hoạch đổ bộ của Đồng Minh lên chính quốc Nhật Bản. Trên đường hướng đến Honshū, Nhật Bản hộ tống một đoàn tàu vận tải, nó nhận được tin tức về việc Nhật Bản đầu hàng kết thúc cuộc xung đột.
Một lần nữa quay trở lại cùng Đệ Thất hạm đội, Waller đi đến Thượng Hải, Trung Quốc vào ngày 19 tháng 9 cho một lượt phục vụ cùng lực lượng Tuần tra Dương Tử được tái thành lập, là một trong những tàu chiến Hoa Kỳ cặp cảng thành phố này. Nó giúp giải giới một căn cứ xuồng cảm tử Nhật Bản khi một đội đổ bộ 21 người từ chiếc tàu khu trục đã giúp đỡ giới chức Trung Quốc trong việc giải giáp khoảng 2.700 quân Nhật tại Định Hải.
Đang khi quay trở lại Thượng Hải vào ngày 9 tháng 10, Waller va phải một quả mìn tiếp xúc kiểu "Thượng Hải" do Nhật cài còn sót lại, khiến ba sĩ quan và 22 thủy thủ bị thương. Con tàu bị bị hư hại cấu trúc đến mức phải được đưa vào Xưởng tàu Giang Nam tại Thượng Hải để sửa chữa. Nó sau đó giám sát và hỗ trợ tiếp liệu cho các con tàu tham gia hoạt động quét mìn, phá hủy khoảng 60 quả mìn, cũng như cung cấp hoa tiêu sông Dương Tử cho các con tàu đi vào sông, giám sát tàu bè di chuyển ngang qua trạm tuần tra của nó ở cửa sông Dương Tử. Nó rời vùng biển Trung Quốc để quay trở về Hoa Kỳ vào ngày 12 tháng 12, ghé qua Trân Châu Cảng và về đến San Diego vào ngày 30 tháng 12. Waller được cho xuất biên chế và đưa về lực lượng dự bị thuộc Quân khu 6 Hải quân, neo đậu tại Charleston, South Carolina.

### Chiến tranh Triều Tiên
Ngay trước khi Chiến tranh Triều Tiên bùng nổ, do tình hình quan hệ quốc tế căng thẳng, Waller nằm trong số các tàu khu trục lớp Fletcher được chọn để cải biến thành một tàu khu trục hộ tống, được xếp lại lớp với ký hiệu lườn mới DDE-466 vào ngày 26 tháng 3 năm 1949 và nhập biên chế trở lại tại Charleston vào ngày 5 tháng 7 năm 1950. Sau khi hoàn tất chạy thử máy, nó gia nhập Hải đội Khu trục Hộ tống 2 trong vai trò soái hạm vào ngày 28 tháng 1 năm 1951.
Vào ngày 14 tháng 5, Waller lên đường hướng sang phía Tây để tham gia Chiến tranh Triều Tiên, gia nhập Lực lượng Đặc nhiệm 95 khi đơn vị này tiến đến cảng Wonsan. Trong mười ngày tiếp theo, nó tiến hành bắn phá các mục tiêu của lực lượng Bắc Triều Tiên trên bờ, tiêu phí khoảng 1.700 quả đạn pháo 5 inch vào các vị trí đối phương. Trong mùa Hè tiếp theo, nó tham gia thành phần hộ tống cho các đơn vị thuộc Đệ Thất hạm đội tập trận tại vùng biển ngoài khơi Okinawa trước khi quay trở lại hoạt động phong tỏa bờ biển bán đảo Triều Tiên vào tháng 10, làm nhiệm vụ trong hai tuần trước khi quay trở về Hoa Kỳ.
Từ năm 1951 đến cuối năm 1956, Waller tham gia nhiều cuộc tập trận chống tàu ngầm ngoài khơi vùng bờ Đông, và thực hiện hai lượt bố trí sang Địa Trung Hải và hai lượt hoạt động tại vùng biển Caribe. Nó đi vào Xưởng hải quân Norfolk vào cuối năm 1956 cho một lượt cải biến rộng rãi, lần này là nhằm nâng cao hệ thống vũ khí chống tàu ngầm. Nó gia nhập trở lại hạm đội sau khi hoàn tất, thực hiện một lượt bố trí sang Địa Trung Hải vào năm 1957, rồi gia nhập Hải đội Khu trục 28 như một đơn vị thuộc Lực lượng Đặc nhiệm Chống tàu ngầm Alfa. Ký hiệu lườn của nó được xếp quay trở lại DD-466 vào ngày 30 tháng 6 năm 1962.

### Chiến tranh Việt Nam
Gia nhập Hải đội Khu trục 36 vào ngày 1 tháng 7 năm 1964, Waller thực hiện nhiều đợt bố trí sang Địa Trung Hải trong bốn năm tiếp theo. Đến ngày 6 tháng 9 năm 1968, nó cùng Đội khu trục 362 rời Norfolk, Virginia để đi sang vùng biển ngoài khơi Việt Nam. Đến nơi vào tháng 10, nó tham gia tuần tra tại Trạm Yankee trong vịnh Bắc Bộ, và sau đó ngoài khơi Quy Nhơn, Nam Việt Nam, nơi nó hỗ trợ hải pháo cho lực lượng Nam Triều Tiên chiến đấu tại đây. Chiếc tàu khu trục lại di chuyển xuống phía Nam ngoài khơi Phan Thiết hỗ trợ cho hoạt động của Lữ đoàn 173 Nhảy dù Hoa Kỳ, bắn tổng cộng 2400 quả đạn pháo.
Quay trở lại Trạm Yankee, Waller gia nhập cùng tàu sân bay Intrepid (CVS-11) để làm nhiệm vụ hộ tống cho đến khi Intrepid rút lui. Nó lại tiếp tục hộ tống cho tàu sân bay Ranger (CV-61) cho đến ngày 2 tháng 3 năm 1969, khi nó lên đường quay trở về nhà. Thoạt tiên được dự định hoạt động như một tàu huấn luyện Hải quân Dự bị, nhưng sau khi được khảo sát con tàu được cho xuất biên chế và rút khỏi danh sách Đăng bạ Hải quân vào ngày 15 tháng 7 năm 1969. Lườn tàu được sử dụng như một mục tiêu vào ngày 2 tháng 2 năm 1970, và nó bị đánh chìm ngoài khơi Rhode Island vào ngày 17 tháng 6 năm 1970.

## Phần thưởng
Waller được tặng thưởng mười hai Ngôi sao Chiến trận do thành tích chiến đấu trong Thế Chiến II; thêm hai Ngôi sao Chiến trận khi phục vụ trong Chiến tranh Triều Tiên và hai Ngôi sao Chiến trận nữa khi phục vụ trong Chiến tranh Việt Nam.